# Schinken
Schinken ist Schweinefleisch aus der Keule, das durch nasses oder trockenes Pökeln, mit oder ohne Räuchern konserviert wurde. Für Schinken kann auch Fleisch von Rindern oder Geflügel verwendet werden, was jeweils in der Bezeichnung zu nennen ist (z. B. „Rinderschinken“, „Putenschinken“).

## Wortherkunft
Das Wort Schinken bezeichnete ursprünglich das „Bein“ im Sinne von „Knochen“. Gemeinsam mit „Schenkel“ stammt es von der indoeuropäischen Wurzel [s]keng für „schief, krumm“ ab (vermutlich wegen der Krümmung des Oberschenkelknochens). Der Name der Krankheit Skoliose (des „Buckels“) ist gleichen Ursprungs.

## Schinken als Teilstück vom Schwein

Schinken

Der Schinken ist die Keule des Schweins, also dessen hintere Körperpartie, beziehungsweise die Beckenregion. Regional wird er auch als Keule, Schlegel, Hinterschinken (zur Unterscheidung von Vorderschinken) oder Qualle bezeichnet. In der Schweiz wird teilweise der Ausdruck Hamme verwendet. In den Niederlanden wird er als „ham“ bezeichnet. Der Schinken macht etwa ein Viertel des Gewichts einer Schweinehälfte aus. Er kann in folgende vier Teilstücke zerlegt werden:
- Oberschale – für Kurzgebratenes und Schnitzel
- Unterschale – zum Braten und Schmoren
- Hüfte
- Nuss – für Schnitzel, Medaillons und Steaks, sie eignet sich auch für Braten, Geschnetzeltes, Ragouts und Nussschinken (gepökelt und kalt geräuchert)

## Schinken als Zubereitungsart

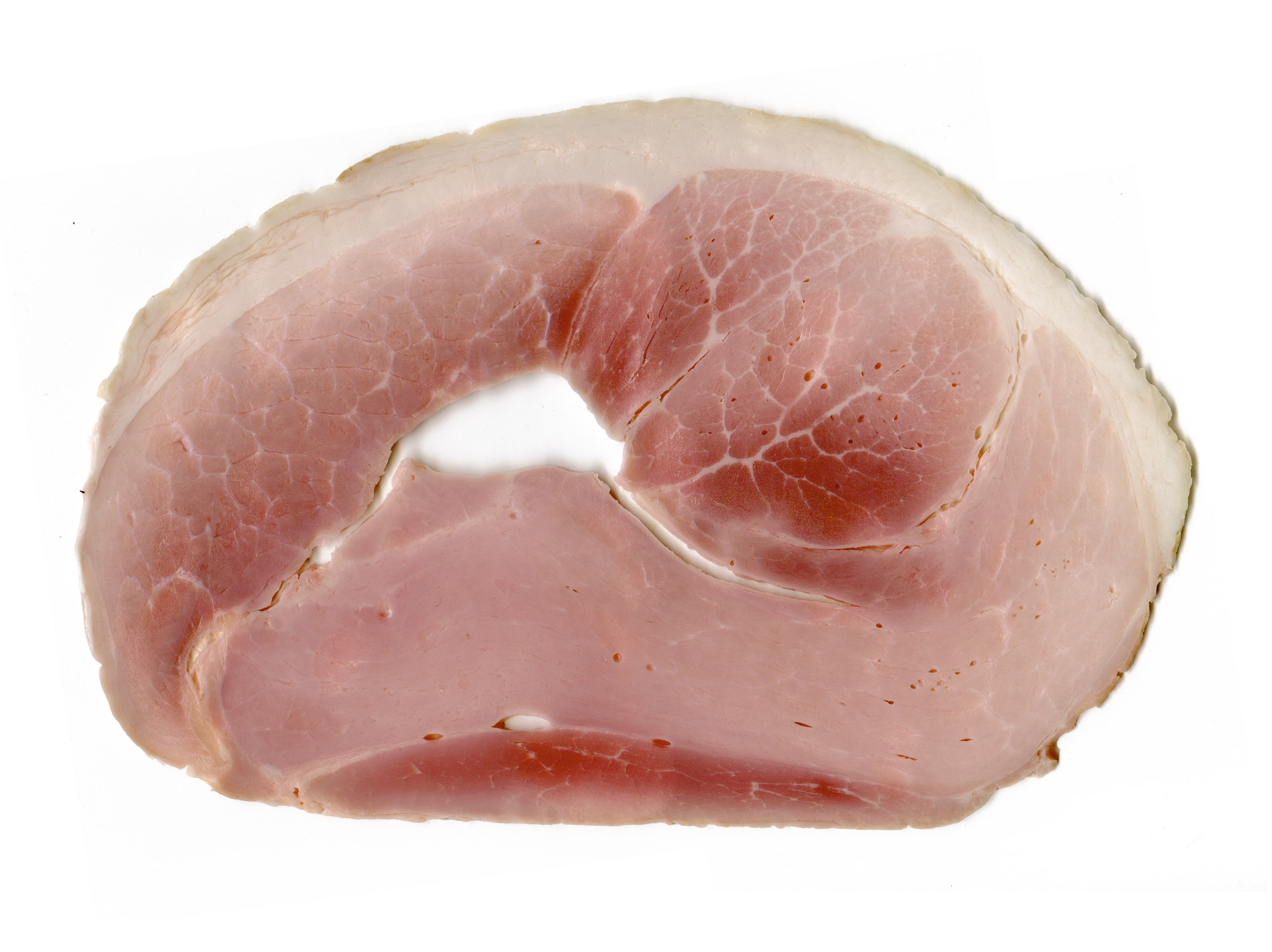
Kochschinken: Die runde Form, ebenso wie die eckige des Rohschinkens, entsteht durch das Pressen des entbeinten Fleisches.

Der Begriff „Schinken“ wird für fertig zubereitete Fleischerzeugnisse verwendet, die häufig kalt verzehrt werden und meist aus der Keule des Schweines bestehen. Dazu werden sie je nach Zubereitungsart gepökelt, gebrüht, gebraten, getrocknet oder geräuchert. Der Ursprung der Bezeichnung stammt eventuell daher, dass die Keule vom Schwein als Kochschinken, luftgetrockneter Schinken oder Räucherschinken Bekanntheit erlangt hat und somit schließlich diesen Zubereitungsarten den Namen verlieh.

### Kochschinken
Kochschinken wird in der Regel mittels eines Spritzverfahrens gepökelt. Hierbei wird dem Erzeugnis zum Erhalt seiner Saftigkeit eine etwa acht- bis zwölfprozentige Salzlake (bestehend aus Trinkwasser, Nitritpökelsalz und Gewürzen) injiziert. Die Einspritzmenge beträgt ca. 20 % des Frischgewichts des Schinkens. Der gepökelte Schinken rötet innerhalb von 24 Stunden um und kann im Anschluss gebrüht werden. Teilweise wird das Erzeugnis vor oder nach dem Brühen kurz geräuchert. Aufgrund seines relativ hohen Wassergehaltes ist Kochschinken nur gekühlt lagerfähig und nur wenige Tage haltbar. Eine Variante des Kochschinkens ist der Prager Schinken. Kochschinken kann auch geschmort oder im Brotteig gebacken für warme Gerichte verwendet werden.

### Rohschinken

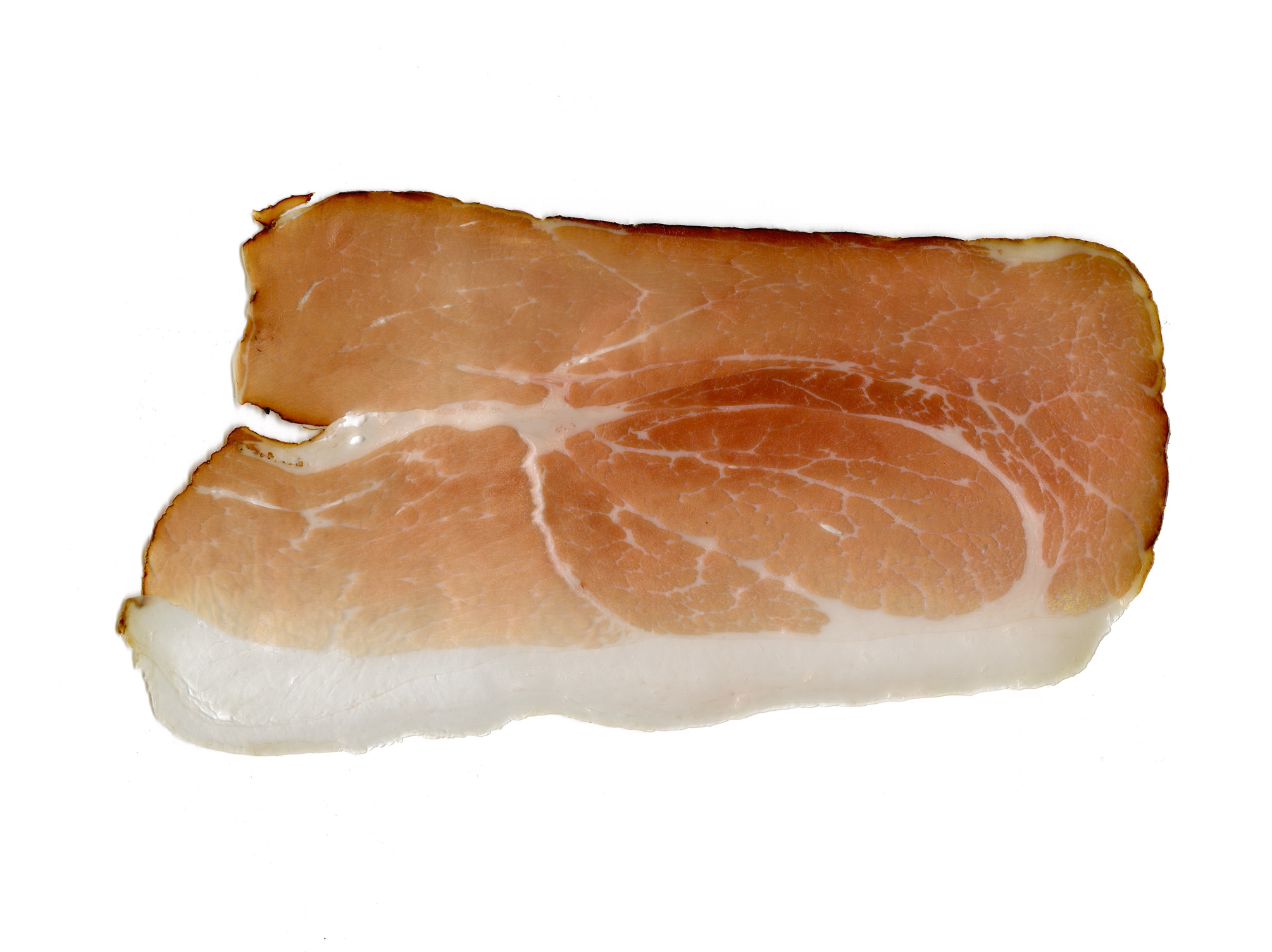
Rohschinken

Rohschinken wird durch Salzen oder häufiger Pökeln und anschließendes Lufttrocknen oder Räuchern haltbar gemacht. Dabei reift das Fleisch durch enzymatische Prozesse unter Beteiligung von Milchsäurebakterien, wird mürbe und entwickelt ein typisches Aroma. Rohschinken können mit Knochen hergestellt werden und werden dann Knochenschinken (wie etwa Holsteiner Katenschinken oder Westfälischer Schinken) genannt. Für den Verbraucher nicht unterscheidbar kann Rohschinken auch mit Hilfe des Enzyms Transglutaminase aus Einzelstücken zusammengeklebt werden. Solche nicht erkennbar zusammengefügten Produkte müssen seit dem 13. Dezember 2014 in der EU bei der Bezeichnung des Lebensmittels mit dem zusätzlichen Hinweis „aus Fleischstücken zusammengefügt“ gekennzeichnet werden.

#### Luftgetrockneter Schinken

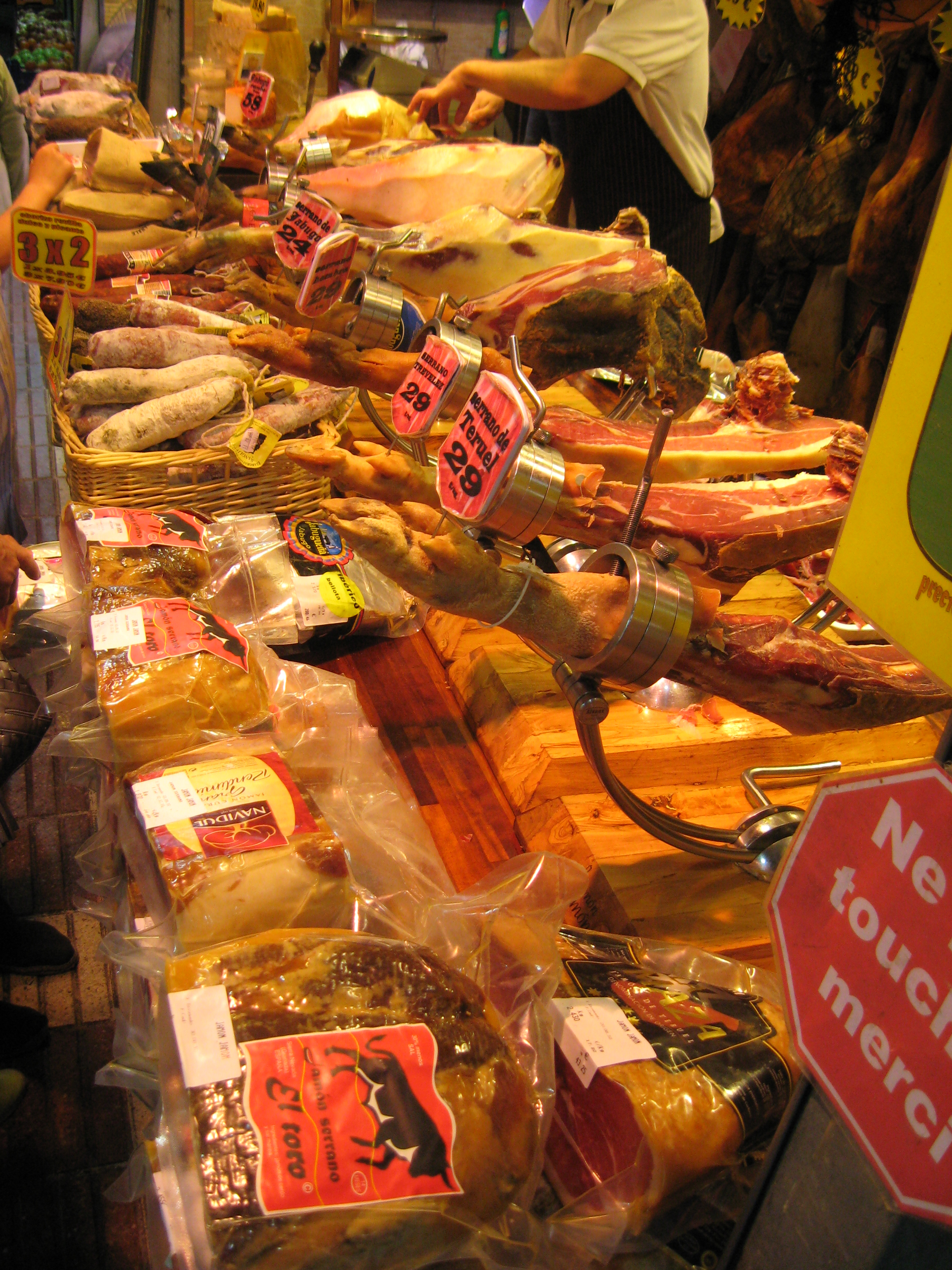
Verschiedene Serranoschinken in der Markthalle von Roses

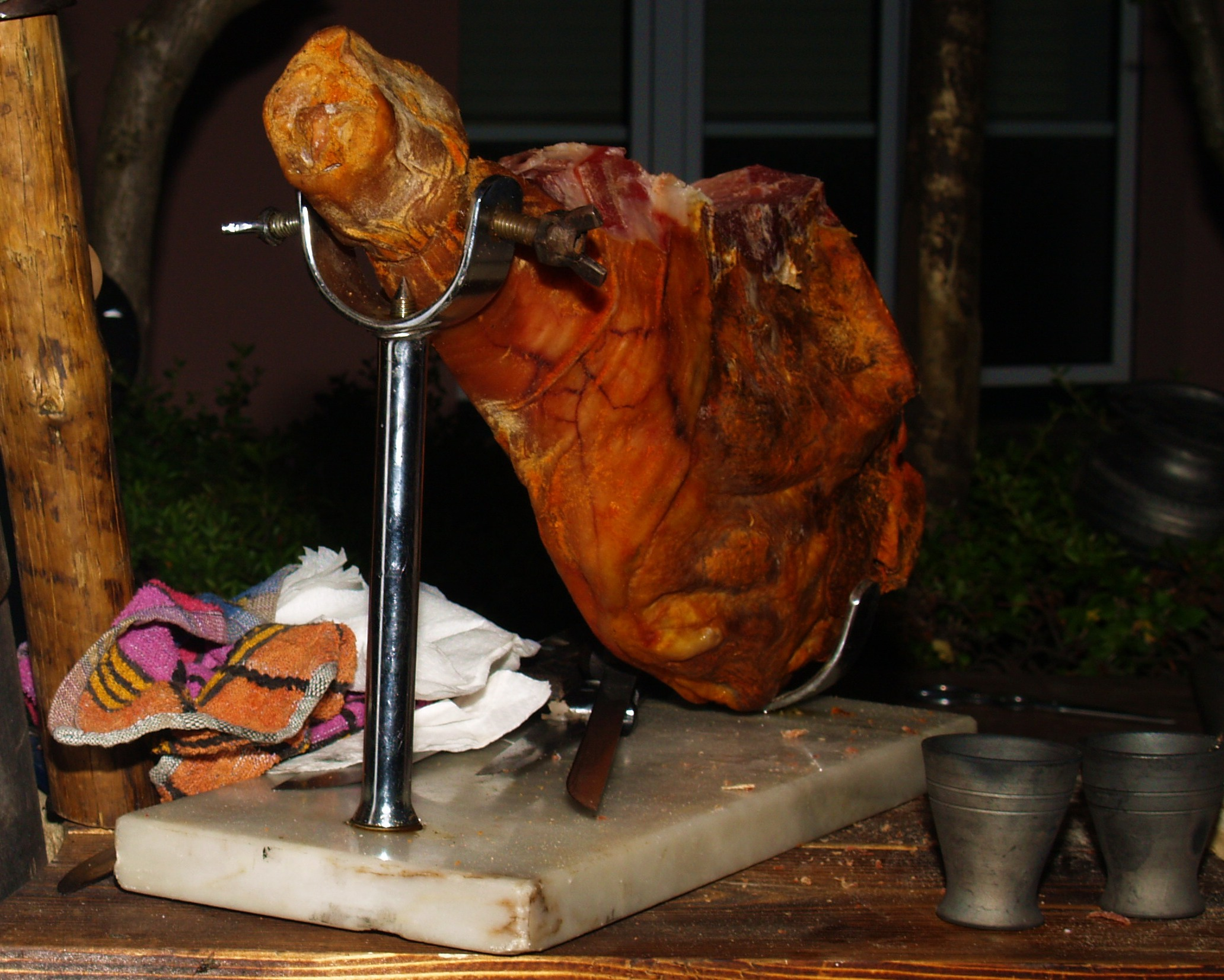
Portugiesischer Presunto de Chaves

Luftgetrockneter Schinken wird aufgrund seiner hohen Bissfestigkeit besonders dünn geschnitten. Er wird vor allem in südeuropäischen Ländern hergestellt, in denen das Klima langsames Trocknen ermöglicht:
- Frankreich
  - Bayonne-Schinken aus dem französischen Teil des Baskenlandes

- Italien
  - Aosta-Schinken aus der Region der Grajischen Alpen
  - Culatello-Schinken ist eine italienische Spezialität und stammt aus einer eng begrenzten Region der Po-Ebene.
  - Parmaschinken wird leicht gepökelt und dann für mehr als ein Jahr an der Luft getrocknet.
  - San-Daniele-Schinken
  - Südtiroler Speck

- Kroatien
  - Dalmatinski pršut aus Dalmatien
  - Istarski pršut aus Istrien

- Portugal
  - Presunto de Chaves aus Chaves

- Schweiz
  - Walliser Rohschinken

- Spanien
  - Jamón Ibérico, auch Pata-Negra-Schinken genannt, ist eine spanische Spezialität. Er stammt von halbwilden iberischen Schweinen, die oft einer traditionellen Eichelmast unterzogen werden.
  - Serrano-Schinken wird auf vergleichbare Weise wie Parmaschinken hergestellt, ist zumeist etwas würziger.

#### Räucherschinken

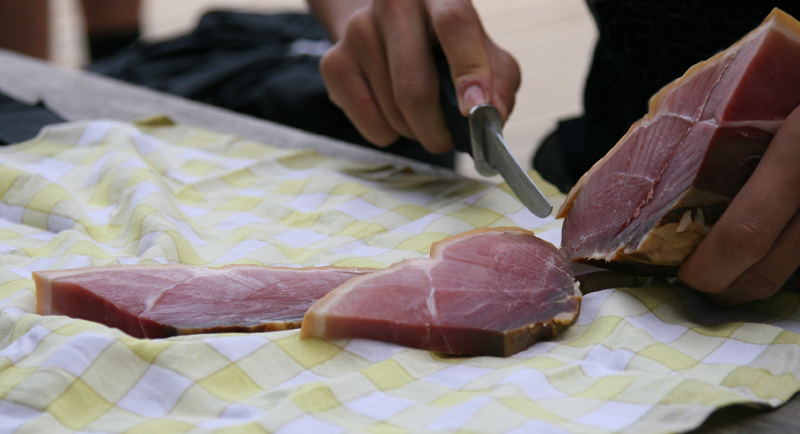
Aufschneiden eines Schwarzwälder Schinkens

Räucherschinken hat seinen Ursprung in kälteren und feuchteren Regionen, in denen das gepökelte Fleisch an der Luft infolge hoher Luftfeuchtigkeit durch Schimmelpilze zu verderben droht. Durch das Räuchern wird ein konservierender Effekt erzielt, der die Oberfläche vor Pilzbefall schützt. Gleichzeitig erhält das Erzeugnis durch das Räuchern seine Färbung und charakteristischen Geschmack. Typische Erzeugnisse sind
- Deutschland
  - Ammerländer Schinken
  - Holsteiner Katenschinken
  - Schwarzwälder Schinken – mit Nadelholz geräuchert
  - Westfälischer Schinken

### „Schinken“ genannte Fleischprodukte
Das Wort „Schinken“ wird in Zusammensetzung auch für andere Fleischstücke/-produkte verwendet:
- Als Vorderschinken darf nach deutschem Lebensmittelrecht das ähnlich wie Schinken verarbeitete Fleisch der Schweineschulter bezeichnet werden. Ein Produkt mit der Bezeichnung „Vorderschinken“ muss auch Vorderschinken enthalten; die Bezeichnung „Deutsches Erzeugnis aus Vorderschinkenteilen“ eines Produkts stellt eine irreführende Kennzeichnung dar, wenn es sich nicht um Vorderschinken handelt.[5]
- Lachsschinken wird nicht aus dem Schinken, sondern aus dem ausgelösten Fleisch des Kotelettstranges hergestellt.
- Formfleischschinken und Formfleischvorderschinken besteht aus kleineren, zusammengefügten Fleischstücken aus dem Schinken bzw. der Schulter. Das nach mechanischer Vorbehandlung des Fleischs austretende Eiweiß dient dabei als Bindemittel beim Garen in einer Form (siehe Formfleisch). Nach allgemeiner Verkehrsauffassung in Deutschland enthält Formfleischschinken mindestens 90 % Fleisch und maximal fünf Prozent zugesetztes Wasser.[6] Nicht in der Struktur, doch in der Zusammensetzung entspricht Formfleischschinken daher weitgehend Kochschinken. In der Gastronomie und der Lebensmittelindustrie wird Formfleischschinken häufig anstelle von Kochschinken verwendet.
- Schinkenersatzprodukte (auch Schinkenimitat genannt) bestehen aus zerkleinertem Fleisch (zum Teil auch Separatorenfleisch) und Fleischresten (mit zusammen einem Gewichtsanteil von unter 50 bis zu 80 %), die mit hydrolysiertem Bindegewebe, Dickungsmitteln, Bindemitteln, weiteren Zusatzstoffen und bis zu 40 % Wasser zu einem Teig verarbeitet und schließlich zu einer schnittfesten, wurstartigen Masse gegart werden. Obwohl sie nicht als Schinken oder Formfleisch(vorder)schinken bezeichnet werden dürfen, werden sie auf Produktverpackungen und Speisekarten (z. B. bei Pizza mit Schinken) häufig so deklariert. Das Bayerische Landesamt für Gesundheit und Lebensmittelsicherheit beanstandete 2006 die Kennzeichnung bei 85 % der ausländischen Schinkenersatzprodukte. Auch bei deutschen Ersatzprodukten stellte es nur in Ausnahmefällen eine korrekte Bezeichnung fest.[7]

Des Weiteren gibt es auch Schinken von anderen Tieren außer dem Schwein:
- Bärenschinken aus Bärenfleisch
- Rinderschinken, traditionell wie Pastırma aus Armenien / Türkei oder Bresaola aus Italien, wird auch in anderen Ländern hergestellt.

## Krebsrisiko
Laut der Weltgesundheitsorganisation (WHO) erhöht der Konsum von Schinken (verarbeitetes rotes Fleisch) das Krebsrisiko.

## „Schinken“ im übertragenen Sinne
- Alte, schwere Bücher, damals in Schweinsleder gebunden, werden seit dem 18. Jahrhundert auch „Schinken“ genannt.
- Der Begriff wird auch scherzhaft für wuchtige Gemälde, die Ölschinken, verwendet.
- Im ähnlichen Sinne auch alte Kinofilme.
- Umgangssprachlicher Begriff für ein Großpaket Chinaböller.
- Und schließlich für das Gesäß.